# Mont Jinfo
Jinfo Shan (Muntanya del Buda Daurat, Jinfoshan, Txin Shan, Jinfushan, Txin fu shan o Txin fo shan, Chinese: 金佛山), el pic més alt de les muntanyes Dalou, localitzat a la zona superior del riu Iang-Tsé, es troba al districte de Nanchuan, la municipalitat de Txungking. Jinfo Shan és una muntanya aïllada amb precipicis de fins 300 metres rodejant la seua relativament plana part superior. Els tipus de vegetació majoritaris inclouen els boscos subtropicals de fulla ampla, boscos de coníferes i prats subalpins. A més de la típica topografia càrstica de les gorges, els boscos de pedres i els sistemes de coves, Jinfo Shan és conegut per la seua excepcional diversitat de planes formada per 4768 espècies. També és un refugi per als animals en perill confinats a les regions càrstiques com l'espècie Trachypithecus francoisi.
El 1988 es convertí en un lloc clau per l'escenari i la importància històrica que té a la Xina. El 1991 va ser classificat com bosc-jardí nacional. Amb les característiques càrstiques i una biodiversitat superba, Jinfo Shan ha sigut llistat com un possible Patrimoni Mundial des del 2001.

## Geografia
El Mont Jinfo és una muntanya sinclinal. La plataforma i la terrassa estan fetes de pedra calcària del període Permià a la part superior amb quasi 2000 m per damunt del mar. Geomorfologies càrstiques a gran escala es troben a la superfícia i baix terra. La lutita i el gres del Silurià se situen al mig de la muntanya entre els 1000 i 15000 metres per damunt del nivell del mar. La part baixa de la muntanya és suportada per pedra calcària i dolomita del Cambrià i l'Ordovicià. Moltes xicotetes i microformes càrstiques s'han format a l'àrea. Hi ha molts precipicis i gorjes a la muntanya, el pendent septentrional és escarpat i el meridional és menys escarpat. La geomorfologia de Jinfo pot ser dividida en dos tipus:
1. "Gorja de la part inferior amb elevació d'entre 800 i 1200 metres per damunt del nivell del mar i una altura relativa de 500 metres. Formada per aigua tallant i erosionant."
2. "Plataforma de la mitat de la muntanya que està distribuïda per l'àrea per damunt de 1200 m sobre el nivell del mar dels monts Jinfo, Bozhi i Qingba. L'altura relativa varia entre 500 i 1000 metres. La menra que la muntanya s'estén és idèntica a la línia tectònica. La part alta dels monts és un fonament antic format per l'erosió".[3]

El pic més alt de la muntanya és el pic Fengtxui.
Al peu de la zona septentrional està la gorja de Wolongtan, formada per l'erosió de l'aigua i el pas del riu Longhuxi; a la part superior de la muntanya, a 2.200 metres per damunt del nivell del mar, es troba la font de la Salamandra Xicoteta, prop del temple Fenghuang; al pendent meridional, prop de la part alta del mont, hi ha una formació natural anomenada l'Entrada de Pedra Nantian; també al pendent meridional hi ha la font Shuanlongdong, situada a 1.500 metres per damunt del nivell del mar.

## Clima
El clima se situa a la zona monzònica subtropical humida amb temperatures mitjanes anuals de 8,2 °C i precipitacions de 1.434,5 mm a la zona superior de la muntanya.